# Strada statale 496 Virgiliana
L'ex strada statale 496 Virgiliana (SS 496), divenuta strada provinciale ex SS 496 di Quistello (SP ex SS 496) in Lombardia e strada provinciale 69 R Virgiliana (SP 69 R) in Emilia-Romagna, è un'importante strada provinciale italiana di collegamento interregionale tra il mantovano e il ferrarese.

## Percorso
Inizia a San Benedetto Po, dall'ex strada statale 413 Romana, e si mantiene nell'area a sud del fiume Po per tutto il suo percorso. Attraversa i centri di Quistello, San Giacomo delle Segnate, Poggio Rusco (dove interseca la strada statale 12 dell'Abetone e del Brennero), Sermide e Felonica e giunge quindi nel ferrarese. Qui passa per le frazioni di Pilastri (dove attraversa il confine regionale fra Lombardia ed Emilia-Romagna) e Burana e quindi Bondeno, poi per Vigarano Pieve (comune di Vigarano Mainarda) e Cassana (dove s'innesta l'ex SS 255 per Cento, Nonantola e Modena) e giunge infine nella periferia ovest di Ferrara dove s'immette nella Strada statale 16 Adriatica.
In seguito al decreto legislativo n. 112 del 1998, dal 2001 la gestione del tratto lombardo è passata dall'ANAS alla Regione Lombardia, che ha provveduto al trasferimento dell'infrastruttura al demanio della Provincia di Mantova; la gestione del tratto emiliano è passata alla Regione Emilia-Romagna, che ha provveduto al trasferimento dell'infrastruttura al demanio della Provincia di Ferrara.
Dal 7 aprile 2021 la tratta dal kilometro 62,130 (innesto con la SS255 a Ferrara) al 66,280 (innesto con la SS16 a Ferrara) è ritornata in gestione Anas col piano "Rientro strade".